# 휴스턴
휴스턴 시(City of Houston, 시티 오브 휴스턴, 문화어: 휴스톤)은 미국 텍사스주의 가장 큰 도시이며, 미국 전체에서는 4번째로 많은 인구가 사는 도시이다. 2016년 기준으로 인구는 약 230만 명으로 추산되며, 면적은 2010년을 기준으로 1,552.9 km2이다. 미국 남부에서 가장 큰 도시이며, 미국에서 세 번째로 큰 군인 해리스군의 군청 소재지이다. 또한 미국에서 다섯 번째로 큰 대도시 통계 지구인 휴스턴-더 우드랜즈-슈거랜드의 주요 도시이기도 하다. 휴스턴 선박 운하로 멕시코만과 연결되어 ‘바다 없는 항구’이면서 미국 제1의 면화 수출항이다. 석유의 산출이 많고, 합성고무, 기계 등을 산출한다.
세계 최대의 메디컬 센터인 텍사스 메디컬 센터의 소재지이다. 미국 항공우주국(NASA)의 존슨 우주 센터가 있다.

## 지리와 도시 경관
휴스턴은 텍사스주의 주도 오스틴에서 동쪽으로 266km, 루이지애나주와의 경계에서 서쪽으로 180km, 댈러스에서 남쪽으로 400km 떨어진 곳에 있다. 미국 인구조사국에 의하면, 휴스턴 시의 면적은 2010년을 기준으로 약 1,552 km2이다. 휴스턴의 대부분의 면적은 걸프만 평야에 있으며, 이곳의 식생은 온대 초원 및 산림으로 분류된다. 도시의 많은 부분이 임지나 습지, 늪지, 혹은 초원 위에 세워졌으며, 여전히 휴스턴을 둘러싼 많은 온대 식생을 볼 수 있다. 평탄한 지형 위에 도시가 불규칙하게 퍼져 있기 때문에, 반복적으로 발생하는 홍수가 문제가 된다. 도심지는 해발 약 15 m에 위치하며, 가장 높은 지점인 휴스턴 북서부는 해발 약 38 m에 위치한다. 과거에는 용수 공급을 지하수에 의존했으나, 지반 침하로 인해 휴스턴 호, 콘로 호, 리빙스턴 호 등의 지표수를 사용하기 시작했다. 시는 하루에 12억 갤런(약 45억 리터)의 지표수와 1억 5천만 갤런(약 5억 7천만 리터)의 지하수를 사용할 권리를 가지고 있다.

### 기후
휴스턴의 기후는 쾨펜의 기후 구분에 따르면 미국 남부의 일반적인 다른 지역과 같이 온난 습윤 기후(Cfa)에 속한다. 휴스턴의 여름은 덥고 습하며, 겨울은 보통 온화하다. 연중 대부분 남풍 혹은 남동풍을 받는데, 이 바람을 타고 멕시코만과 갤버스턴만에서 만들어진 뜨겁고 습한 공기가 넘어온다.
평균적으로 1년에 106.5일 동안 휴스턴의 기온은 섭씨 32도(화씨 90도)를 넘는다. 즉, 6월부터 9월까지는 대부분 섭씨 32도를 상회하는 날씨가 계속된다. 1년에 평균 4.6일은 휴스턴의 기온이 섭씨 38도(화씨 100도)를 넘는다. 게다가 휴스턴은 여름 동안 아침의 상대 습도가 90%에 달하는데, 이러한 높은 습도는 체감 온도를 더 높인다. 그렇기 때문에 휴스턴에서는 어디에서나 냉방을 한다. 실제로, 1981년 실내 냉방을 위한 연간 전기 사용 요금은 6억 달러(2017년 기준 약 16억 2천만 달러에 상당하는 가치)를 초과했다. 또한 1990년대 후반에는 휴스턴 내 주택의 약 90%가 에어컨을 가지고 있었다. 휴스턴에서 기록된 최고 기온은 2000년 9월 4일과 2011년 8월 28일 조지 부시 인터컨티넨털 공항에서 관측된 섭씨 43도(화씨 109도)이다.
휴스턴의 겨울은 온화하다. 1월에 조지 부시 인터컨티넨털 공항에서의 평년 평균 기온은 섭씨 12도(화씨 53.1도)이며, 연평균 13일 동안만 영하의 날씨를 기록한다. 21세기 휴스턴의 강설 기록을 보면, 2004년 12월 24일의 폭풍 당시 도심 지역 일부에 3 cm의 눈이 내렸으며, 2017년 12월 7일에는 2 cm의 눈이 내렸다. 2.5 cm 이상 눈이 온 경우는 2008년 12월 10일과 2009년 12월 4일인데, 이는 또한 휴스턴에서 두 해 연속으로 눈이 온 첫 번째 기록이다. 1895년부터 2018년까지 휴스턴에서 기록된 강설은 총 38회이다. 1895년 2월 14일부터 15일까지 양일 간, 휴스턴에는 51 cm의 눈이 내려 가장 많은 적설량을 기록했다. 역대 최저 기온은 1930년 1월 18일 관측된 섭씨 영하 15도(화씨 5도)이다.
휴스턴은 강우량이 많은 편으로, 1981년부터 2010년까지 연평균 1,260 mm의 강우량을 기록했다. 도시의 많은 부분이 평탄한 지형과 수분 흡수를 잘 하지 못하는 점토질의 토양을 가지고 있기 때문에, 국지적인 홍수의 위험을 안고 있다. 2010년대 중반에 휴스턴-더 우드랜즈-슈거랜드는 2015년과 2016년, 2017년 3년 내내 큰 홍수를 겪었다. 전반적으로 휴스턴은 홍수로 인해서 미국의 다른 어떤 지역보다도 많은 인명 피해와 재산 피해를 입었다.
휴스턴은 공기 중 오존 농도가 높아서, 지표 상의 오존 농도는 휴스턴에서 가장 심각한 대기 오염 문제이다. 미국 폐 학회는 휴스턴을 2017년 '오존에 의한 대기 오염이 가장 심한 도시' 중 12번째로 선정했다. 항만 지역을 둘러싼 공업 지대가 휴스턴의 대기 오염의 주 원인으로 꼽히고 있다. 그러나 대기 오염 순위는 연중 대기 오염이 가장 심각한 날을 기준으로 하는 것이며, 평균적인 오존 농도는 미국의 다른 도시들보다 낮은 경향을 보인다. 이는 걸프만에서 지속적으로 불어오는 바람이 평상시에는 깨끗한 바다 공기를 공급하기 때문이다.
| 휴스턴 (인터콘티넨털 공항)의 기후                                                                              | 휴스턴 (인터콘티넨털 공항)의 기후 | 휴스턴 (인터콘티넨털 공항)의 기후 | 휴스턴 (인터콘티넨털 공항)의 기후 | 휴스턴 (인터콘티넨털 공항)의 기후 | 휴스턴 (인터콘티넨털 공항)의 기후 | 휴스턴 (인터콘티넨털 공항)의 기후 | 휴스턴 (인터콘티넨털 공항)의 기후 | 휴스턴 (인터콘티넨털 공항)의 기후 | 휴스턴 (인터콘티넨털 공항)의 기후 | 휴스턴 (인터콘티넨털 공항)의 기후 | 휴스턴 (인터콘티넨털 공항)의 기후 | 휴스턴 (인터콘티넨털 공항)의 기후 | 휴스턴 (인터콘티넨털 공항)의 기후 |
| 월 | 1월                               | 2월                               | 3월                               | 4월                               | 5월                               | 6월                               | 7월                               | 8월                               | 9월                               | 10월                              | 11월                              | 12월                              | 연간                              |
| --- | --------------------------------- | --------------------------------- | --------------------------------- | --------------------------------- | --------------------------------- | --------------------------------- | --------------------------------- | --------------------------------- | --------------------------------- | --------------------------------- | --------------------------------- | --------------------------------- | --------------------------------- |
| 역대 최고 기온 °C (°F)                                                                                         | 29 (85)                           | 33 (91)                           | 36 (96)                           | 35 (95)                           | 37 (99)                           | 42 (107)                          | 41 (105)                          | 43 (109)                          | 43 (109)                          | 37 (99)                           | 32 (89)                           | 29 (85)                           | 43 (109)                          |
| 일평균 최고 기온 °C (°F)                                                                                       | 17.7 (63.8)                       | 19.9 (67.8)                       | 23.3 (74.0)                       | 26.7 (80.1)                       | 30.5 (86.9)                       | 33.5 (92.3)                       | 34.7 (94.5)                       | 34.9 (94.9)                       | 32.4 (90.4)                       | 28.2 (82.8)                       | 22.6 (72.6)                       | 18.5 (65.3)                       | 26.9 (80.5)                       |
| 일일 평균 기온 °C (°F)                                                                                         | 12.1 (53.8)                       | 14.3 (57.7)                       | 17.7 (63.8)                       | 21.1 (70.0)                       | 25.2 (77.4)                       | 28.3 (83.0)                       | 29.5 (85.1)                       | 29.6 (85.2)                       | 26.9 (80.5)                       | 22.1 (71.8)                       | 16.7 (62.0)                       | 13.0 (55.4)                       | 21.4 (70.5)                       |
| 일평균 최저 기온 °C (°F)                                                                                       | 6.5 (43.7)                        | 8.7 (47.6)                        | 12.0 (53.6)                       | 15.4 (59.8)                       | 19.9 (67.8)                       | 23.2 (73.7)                       | 24.3 (75.7)                       | 24.1 (75.4)                       | 21.4 (70.6)                       | 16.1 (60.9)                       | 10.8 (51.5)                       | 7.6 (45.6)                        | 15.8 (60.5)                       |
| 역대 최저 기온 °C (°F)                                                                                         | −15 (5)                           | −14 (6)                           | −6 (21)                           | −1 (31)                           | 6 (42)                            | 11 (52)                           | 17 (62)                           | 12 (54)                           | 7 (45)                            | −2 (29)                           | −7 (19)                           | −14 (7)                           | −15 (5)                           |
| 평균 강수량 mm (인치)                                                                                          | 96 (3.76)                         | 75 (2.97)                         | 88 (3.47)                         | 100 (3.95)                        | 127 (5.01)                        | 152 (6.00)                        | 96 (3.77)                         | 123 (4.84)                        | 120 (4.71)                        | 139 (5.46)                        | 98 (3.87)                         | 102 (4.03)                        | 1,317 (51.84)                     |
| 평균 강설량 cm (인치)                                                                                          | 0.0 (0.0)                         | 0.0 (0.0)                         | 0.0 (0.0)                         | 0.0 (0.0)                         | 0.0 (0.0)                         | 0.0 (0.0)                         | 0.0 (0.0)                         | 0.0 (0.0)                         | 0.0 (0.0)                         | 0.0 (0.0)                         | 0.0 (0.0)                         | 0.25 (0.1)                        | 0.25 (0.1)                        |
| 평균 강수일수 (≥ 0.01 인치)                                                                                    | 10.0                              | 8.8                               | 8.8                               | 7.3                               | 8.6                               | 10.0                              | 9.1                               | 8.5                               | 8.4                               | 7.7                               | 7.6                               | 9.6                               | 104.4                             |
| 평균 강설일수 (≥ 0.1 인치)                                                                                     | 0.0                               | 0.0                               | 0.0                               | 0.0                               | 0.0                               | 0.0                               | 0.0                               | 0.0                               | 0.0                               | 0.0                               | 0.0                               | 0.1                               | 0.1                               |
| 평균 상대 습도 (%)                                                                                             | 74.7                              | 73.4                              | 72.7                              | 73.1                              | 75.0                              | 74.6                              | 74.4                              | 75.1                              | 76.8                              | 75.4                              | 76.0                              | 75.5                              | 74.7                              |
| 평균 월간 일조시간                                                                                             | 143.4                             | 155.0                             | 192.5                             | 209.8                             | 249.2                             | 281.3                             | 293.9                             | 270.5                             | 236.5                             | 228.8                             | 168.3                             | 148.7                             | 2,577.9                           |
| 가능 일조율 | 44                                | 50                                | 52                                | 54                                | 59                                | 67                                | 68                                | 66                                | 64                                | 64                                | 53                                | 47                                | 58                                |
| 출처: 미국 해양대기청 (평년값: 1991년~2020년, 극값: 1888년~현재, 상대습도: 1969년~1990년, 일조: 1961년~1990년) |                                   |                                   |                                   |                                   |                                   |                                   |                                   |                                   |                                   |                                   |                                   |                                   |                                   |

### 도시 경관
1837년에 설립된 휴스턴은, 얼마 지나지 않은 1840년에 구별 대의원제(ward system of representation)를 도입했다. 이 때 도입된 여섯 개의 구는 휴스턴 시의회의 열 한 개의 구로 발전했으나, 1905년에 시 위원회 체제(commission government)가 도입되면서 폐지되었다. 이후 휴스턴은 다시 시장-의회 체제(mayor-council government)를 도입하여 현재까지 유지하고 있다.
도시는 크게 610번 주간(州間) 순환고속도로를 기준으로 안과 밖으로 구분된다. '순환도로 안쪽'의 면적은 약 250 km2로, 도심과 제2차 세계 대전 이전의 주거 지역, 노면 전차가 운행하는 주택지가 있고, 빽빽한 신축 아파트와 연립주택도 개발되고 있다. '순환도로 바깥쪽'에는 주로 교외의 주거 지역이 분포하고 있으며, 업타운, 웨스트체이스, 에너지코리도와 같은 주요 상업 지구도 위치한다. 610번 도로 이외에도 도심으로부터 약 16 km의 반경에 위치한 8번 순환도로와 40 km의 반경에 위치한 99번 주(州) 고속도로가 도시를 둘러싸고 있다. 610번 순환도로 안쪽에는 약 47만여명이 거주하며, 610번 순환도로와 8번 순환도로 사이에는 약 165만여명이, 해리스 군에서 8번 순환도로 바깥쪽에는 약 225만여명이 거주한다.

## 역사

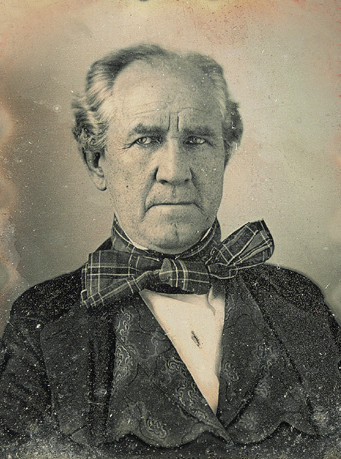
샘 휴스턴

1836년 8월 뉴욕에서 온 두명의 부동산 중개인 존 커비 앨린과 오거스트 채프먼 앨린이 도시를 창립하는 의지와 함께 버펄로 바유를 따라 대지의 6,642 에이커 (27km2)를 매입하였다.  앨린 형제는 그해 9월 텍사스 공화국의 대통령으로 선출된 샌재신토 전투의 인기있던 장군 샘 휴스턴의 이름을 따서 도시의 이름을 지으기로 결정하였다.
1837년 휴스턴은 합병이 승인되었다.  동년에 휴스턴은 해리스버그 군 (현재 해리스 군)의 군청 소재지와 텍사스 공화국의 임시 수도가 되었다.  1840년 공동체는 버펄로 바유에 새롭게 창조된 항구에 해운업과 수상 수송업을 흥행하는 목적으로 상공 회의소를 설립하였다.

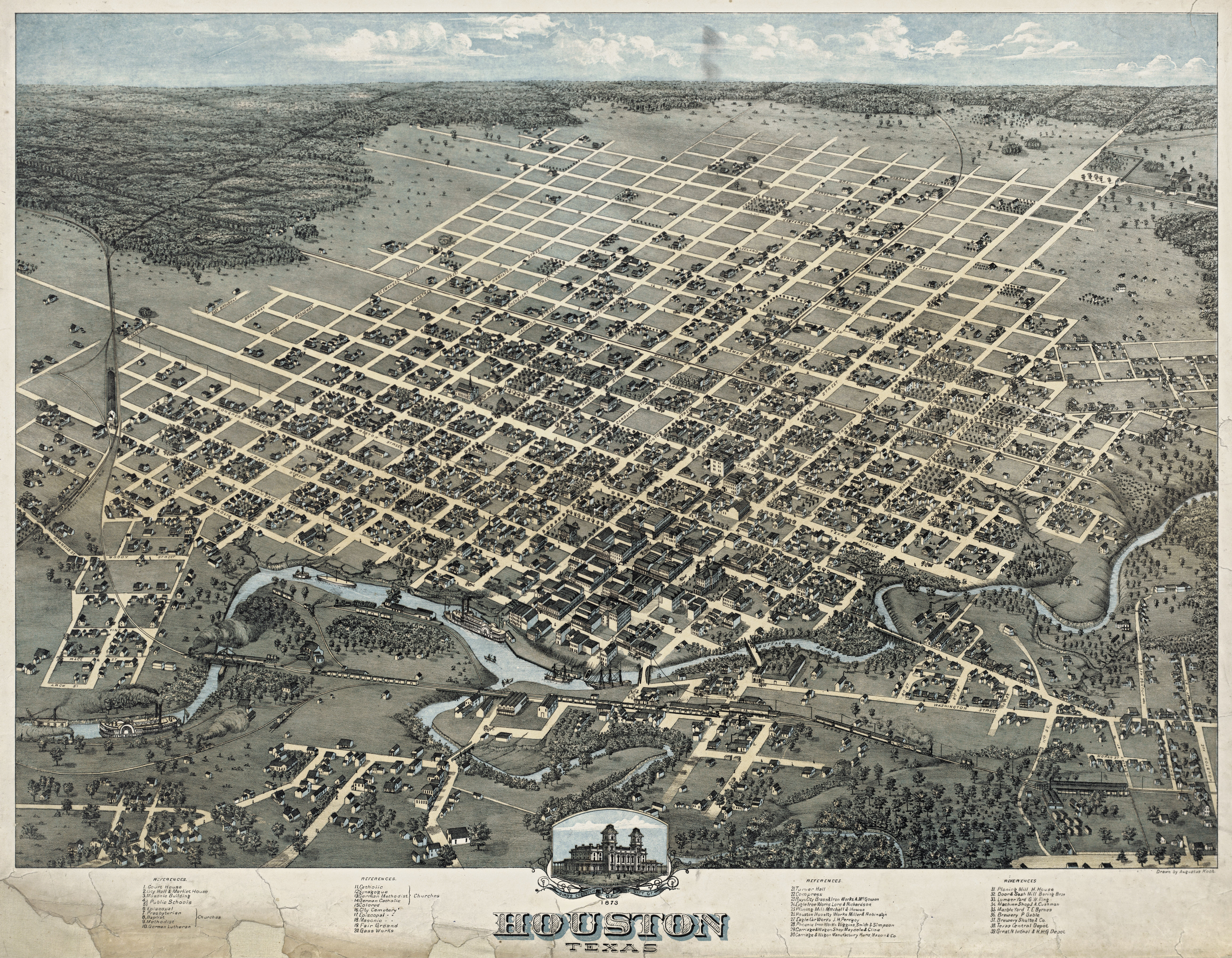
1873년 경의 휴스턴

1860년까지 휴스턴은 목화의 수출을 위하여 상업과 철도의 중심지로서 나타났다.  철도는 그들이 갤버스턴과 보먼트의 항구들로 철도선들을 만났던 휴스턴에서 모인 내륙으로부터 박차한다.  남북 전쟁이 일어난 동안 휴스턴은 갤버스턴 전투를 위하여 도시를 조직 지점으로 이용한 존 뱅크헤드 매그루더 장군을 위한 본부로 맡았다.  전쟁이 끝난 후, 휴스턴의 기업인들은 도시의 바유의 광대한 방식을 넓히는 노력들을 창시하여 도시가 다운타운과 갤버스턴 항구 근처 사이에 더욱 많은 상업을 받아들일 수 있었다.  1890년까지 휴스턴은 텍사스주의 철도 중심지가 되었다.
1900년 갤버스턴이 파괴적인 허리케인에 의하여 타격을 입은 후, 휴스턴을 존속할 수 있는 물이 깊은 항구로 만드는 노력들이 촉진되었다.  이어진 해 보먼트 근처에 있는 스핀들탑 유전에서 발견된 석유가 텍사스주 석유 산업의 개발을 흥행하였다.  1902년 시어도어 루스벨트 대통령은 휴스턴 선박 채널을 위하여 1백만 달러 향상 계획을 찬성하였다.  1910년까지 도시의 인구는 10년전의 보다 거의 두배로 78,800명에 도달하였다.
우드로 윌슨 대통령은 발굴이 있던 7년 후 1914년 물이 깊은 휴스턴 항구를 개장하였다.  1930년까지 휴스턴은 텍사스주의 가장 인구가 많은 도시가 되었다.
제2차 세계 대전이 시작되었을 때 항구에서 톤수 고도가 줄어들었고, 해운업 활동들이 정지되었지만 전쟁은 도시를 위하여 경제적 이익들을 마련하였다.  전쟁 동안 석유와 합성 고무 제품들을 위한 요구 때문에 선박 채널을 따라 석유 화학 정제소와 제조 공장들이 건설되었다.
전쟁이 끝난 후, 휴스턴의 경제는 항구 중심으로 되돌려졌다. 1948년에는 몇몇의 합병되지 않은 지역들이 도시의 크기를 두배보다 더욱 큰 도시 범위들로 병합되었고 휴스턴 본토는 지방을 가로질러 퍼지기 시작하였다.
1950년 공기 조절 장치의 유용성이 휴스턴으로 재배치하는 데 많은 회사들을 위한 기동력을 마련하여 경제적 붐에 결과를 가져오고 에너지 분야를 향한 도시의 경제에서 주요 수단을 일으켰다.
도시의 항공 우주 산업을 창조한 1961년 미국항공우주국 (NASA)의 매너드 우주선 센터 (1973년 존슨 우주 센터로 다시 이름을 지음)를 설립하면서 제2차 세계 대전 동안 증가한 지방 조선업의 생산이 휴스턴의 성장을 격려하였다.  1965년 애스트로돔이 세계의 첫 둥근 지붕이 씌어진 실내 스포츠 경기장으로서 개장하였다.
1970년대 동안 휴스턴은 러스트 벨트 주들에서 온 주민들이 큰 수에 텍사스주로 이주하면서 인구의 붐을 경험하였다.  새로운 거주민들은 아랍 국가들의 석유 수출 금지의 결과로서 창조된 석유 산업에서 다수의 고용 기회들을 위하여 왔다.
인구의 붐은 석유 가격들이 가파르게 떨어지면서 1980년대 중반에 통명스럽게 끝났다.  우주 산업도 또한 우주 왕복선 챌린지 (Challenge)호가 발포한지 짧은 후에 폭발된 후 1986년 고통을 겪었다.  1980년대 후반은 불경기가 도시의 경제를 불리하게 영향을 미치는 것을 보았다.

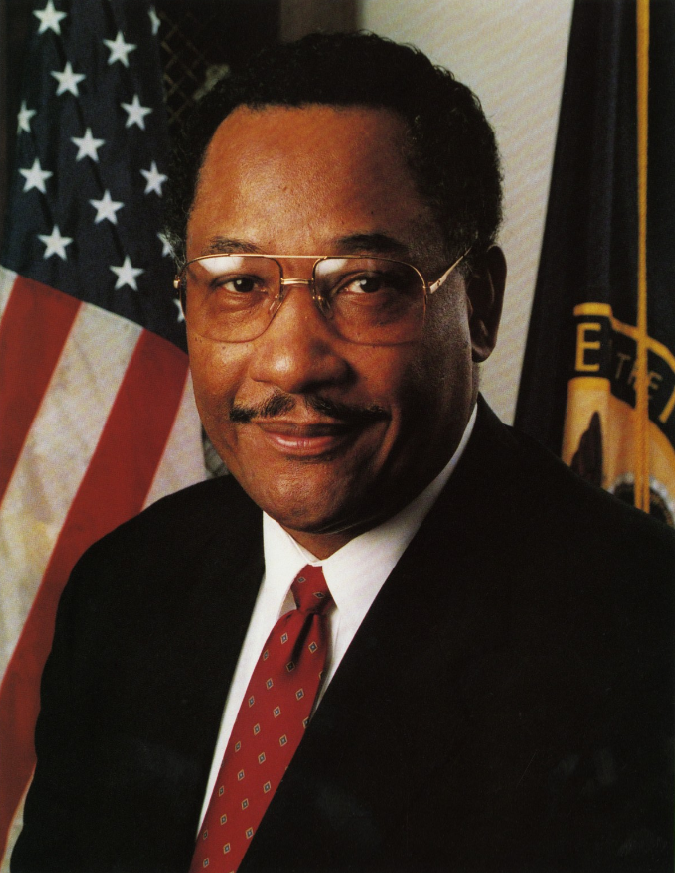
리 브라운 전 시장

1990년대 이래 불경기의 결과로서 휴스턴은 항공 우주 산업과 보건/생물 공학에 전념하고 석유 산업에 그 독립 수입을 줄이면서 그 경제를 다양화하는 데 노력들을 만들었다.  1997년 휴스턴 시민들은 리 브라운을 도시의 첫 아프리카계 미국인 시장으로 선출하였다.
휴스턴은 해리스 군의 소재지이자 5.6 백만명의 인구와 함께 미국에서 6번째로 가장 큰 메트로폴리탄 지역인 휴스턴 - 슈거랜드 - 베이타운 메트로폴리탄의 경제 중심지이다.
2001년 6월 열대성 태풍 앨리슨이 휴스턴의 일부들에 비의 37인치 (940mm)를 쏟아 도시의 역사상 최약의 홍수를 일으켰고, 태풍은 텍사스주에서 손해에 수억 달러의 비용을 들였고 20명의 주민들이 사망하였다.  그해 12월까지 휴스턴에 기지를 둔 에너지 회사 엔론이 이른바 빚과 폭등 이득들을 숨기는 데 이용된 위조 조합 계약들을 둘러싼 투자가 있던 동안 미국의 두번째로 가장 큰 파산으로 무너졌다.
2005년 8월 휴스턴은 허리케인 카트리나가 일어나 철수한 뉴올리언스에서 온 150,000명 이상의 주민들에게 피난처가 되었다.  한달 후에 허리케인 리타가 걸프 해안에 접근하여 휴스턴 지역으로 약간의 손해를 남겼을 때 대략 2.5 백만의 휴스턴 지역 거주민들이 철수하였다.

## 정부와 정치
휴스턴 시는 지방 자치 정부의 강한 시장적 형성을 가지고 있다.  휴스턴은 자치의 도시이며 텍사스주에서 전부의 지방 자치 선거들은 무소속이다.  도시의 선출된 공무원들은 시장, 도시 감사관과 13명의 시의회 의원들이다.  휴스턴에서 1991년의 일반 투표의 결과로서 시장은 2년 기간을 위하여 선출되면서 3연속 기간 만큼 많이 선출될 수 있다.
9개의 선거구에 본부를 두고 5개의 큰 직위들의 현재 시의회 정렬은 1979년 발효된 미국 법무부 위임에 기초를 두었다.  전주 대표의 시의회 의원들은 전체 도시를 대표한다.  현재 도시 헌장 아래 만약 도시 범위들에서 인구가 .21백만 명의 거주민들을 통과한다면 현재 9개의 시의회 지구들이 2개의 시의회 지구들의 추가와 함께 확장될 것이다.

## 경제

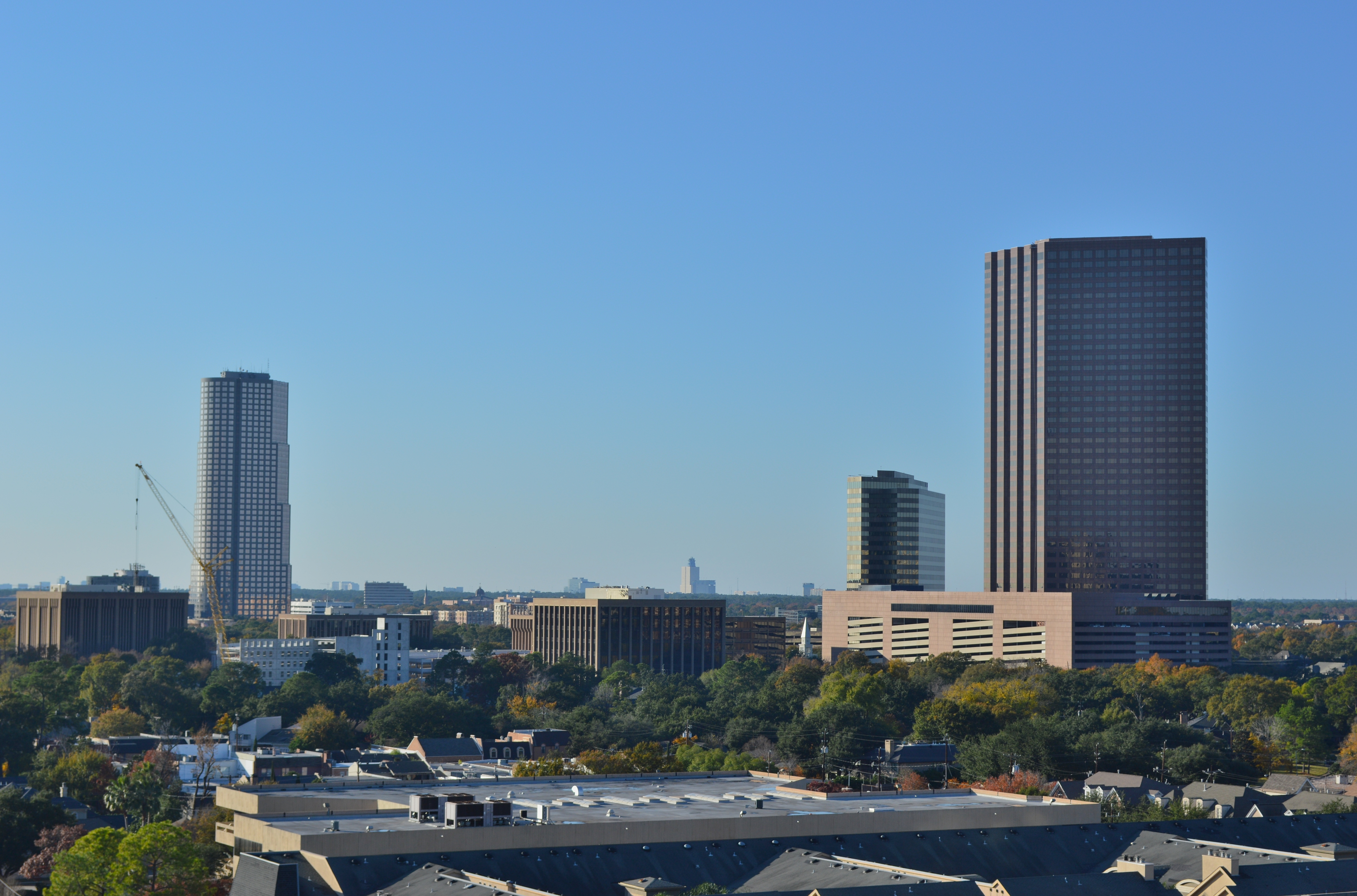
업타운 휴스턴에 있는 마라톤 오일 타워와 산펠리페 광장

휴스턴은 생물 의학 연구와 항공학은 물론 그 에너지 산업 - 특히 석유와 천연가스로 세계적으로 인정을 받았다.  선박 채널도 또한 휴스턴의 경제적 근거의 큰 부분이다.
6개의 슈퍼메이저 에너지 회사들 중에 코노코필립스의 국제 본부, 엑손모빌의 미국 운영 본부, 국제 회사 쉘 오일 (네덜란드 헤이그에 위치한 로열 더치 쉘의 미국 자회사)과 잉글랜드 런던에 국제 본부가 있는 BP의 국제 본부들을 포함한 5개는 휴스턴에 운영의 큰 본부를 유지한다.  셰브론이 휴스턴에 사무소를 두었다.  휴스턴은 또한 마라톤 오일 코퍼레이션, 아파치 코퍼레이션과 시트고의 본부이다.
그레이터 휴스턴은 유전 설비를 건설하는 지도적인 중심지이다.  석유 화학 단지로서 휴스턴의 성공의 거의는 그 바쁜 인공 선박 채널의 이유로 휴스턴 항구이다.  항구는 국제 상업에서 미국에 1위이며 세계에서 10번째로 가장 큰 항구이다.  석유와 가솔린의 높은 가격들이 경제에 유해한 것으로 보였던 대부분의 장소들과 달리 그들은 많은이들이 에너지 산업에 고용된 만큼 정통적으로 휴스턴을 위한 이익적으로 보였다.
2006년 휴스턴 - 슈거랜드 - 베이타운 대도시 통계 지구의 총 면적 제품은 3천 2백 5십 5억 달러로 오스트리아, 폴란드 혹은 사우디아라비아의 국내 총생산보다 약간 크다.  휴스턴의 경제를 국가의 경제로 비교할 때 미국보다 다른 21개 만의 국가들이 휴스턴의 지방 총생산 지역 제품을 넘는 국내 총생산을 가지고 있다.  석유와 가스의 거의 전체의 탐험과 생산에서 휴스턴에서 광업은 휴스턴 총 면적 제품의 11 퍼센트를 차지하며 이 것은 1985년 21 퍼센트로부터 떨어졌다.  휴스턴의 총 면적 제품에서 석유와 가스의 축소된 역할은 공학과 보건 서비스들과 제조업 같은 다른 분야들의 재빠른 성장을 반영한다.
미국에서 10개의 가장 인구가 많은 메트로 지역들 중에 휴스턴은 2007년 9월에서 2008년 9월을 통한 시기에서 가장 높은 고용 성장률과 가장 큰 명목상 고용 취득 둘다를 분개하였다.  도시에서 실업률은 2008년 4월 3.8 퍼센트였고, 직업 성장률이 2.8 퍼센트였던 동안 8년의 세월에 가장 낮은 수준이다.
2006년 휴스턴 메트로폴리탄 지역은 포브스 잡지에 의하여 "비지니스와 경력들을 위한 최고의 장소들"의 분류 안에서 텍사스주의 1위와 미국에서 3위에 들었다.  40개의 외국 정부들이 여기에 무역과 상업 사무소들을 유지하고, 도시는 23개의 활동적 외국 상공 협회 회외소들을 가지고 있다.  10개의 국가들을 대표하는 20개의 외국 은행들이 휴스턴에서 운영하여 국제 공동체로 재정 원조를 마련한다.
2008년 휴스턴은 자신들의 지방 경제, 고용 기회, 분별이 있는 생활비와 생활의 품질에 도시들을 순위에 놓은 2008년 최고 도시들 명단에 최고 순위를 받았다.  포브스 잡지에 의하면 도시는 15년을 앞서 지방 기술 혁신에서 가장 높은 증가로 4위에 들었다.  동년에 도시는 회사의 본부들에 관하여 해마다 포춘 500에 2위, 그리고 포브스의 대학 졸업생들을 위한 최고 도시들 명단에 1위에 들었다.

### 교통

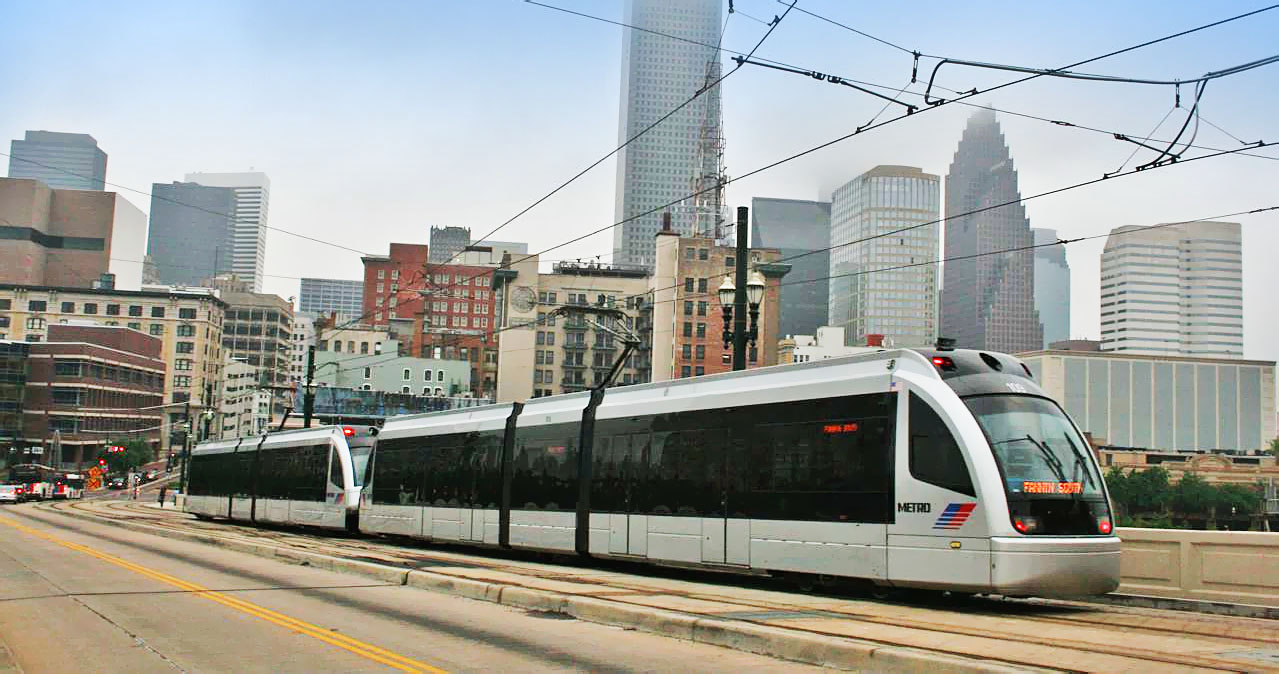
휴스턴의 메트로레일

휴스턴의 무료 고속도로 시스템은 10개 군의 메트로폴리탄 지역에서 무료 혹은 유료의 고속도로들의 575.5 마일 (926.2km)로 이루어졌다.  그 고속도로 시스템은 다수의 만곡부들에 의하여 시중이 들어진 허브 앤 스포크 무료 고속도로의 구조를 이용한다.  휴스턴은 또한 캐나다, 산업적 중서부, 텍사스주와 멕시코를 연결할 제의된 인터스테이트 69 NAFTA 고속간선도로의 통로를 따라 놓여있다.
휴스턴은 2개의 공항들에 의하여 시중이 들어지면서 2007년 5천 2백만 명의 승객들을 봉사하였다. 더욱 큰 공항은 2007년 총 승객들로 미국에서 9번째로 가장 바쁘고, 세계적으로 7번째로 가장 바빴던 조지 부시 인터컨티넨털 공항이다. 2006년 미국 교통부는 미국에서 톱 10의 공항들 중에 가장 빠르게 자라나는 것으로서 인터컨티넨털 공항을 임명하였다. 1967년까지 휴스턴 국제 공항으로 불리었던 윌리엄 P. 호비 공항은 휴스턴에서 두번째로 가장 크다.  공항은 주로 소형에서 중형 거리의 항공 여행을 운영하고, 사우스웨스트 항공과 제트블루 항공에 의하여 시중이 들어진 휴스턴에서 단 하나의 공항이다.
대한민국에서는 대한항공이 한때 인천 - 휴스턴 직항을 운항했으나, 2017년에 단항하여 현재 휴스턴으로 가려면 다른 공항에서 환승해야 한다.

## 인구 통계
| 인구조사                            | 인구      | Note   | %±     |
| ----------------------------------- | --------- | ------ | ------ |
| 1850년                              | 2,396     |        | —      |
| 1860년                              | 4,845     |        | 102.2% |
| 1870년                              | 9,382     |        | 93.6%  |
| 1880년                              | 16,513    |        | 76.0%  |
| 1890년                              | 27,557    |        | 66.9%  |
| 1900년                              | 44,633    |        | 62.0%  |
| 1910년                              | 78,800    |        | 76.6%  |
| 1920년                              | 138,276   |        | 75.5%  |
| 1930년                              | 292,352   |        | 111.4% |
| 1940년                              | 384,514   |        | 31.5%  |
| 1950년                              | 596,163   |        | 55.0%  |
| 1960년                              | 938,219   |        | 57.4%  |
| 1970년                              | 1,232,802 |        | 31.4%  |
| 1980년                              | 1,595,138 |        | 29.4%  |
| 1990년                              | 1,630,553 |        | 2.2%   |
| 2000년                              | 1,953,631 |        | 19.8%  |
| 2010년                              | 2,100,263 |        | 7.5%   |
| 2019 (추산)                         | 2,320,268 | [ 24 ] | 10.5%  |
| U.S. Decennial Census 2018 Estimate |           |        |        |

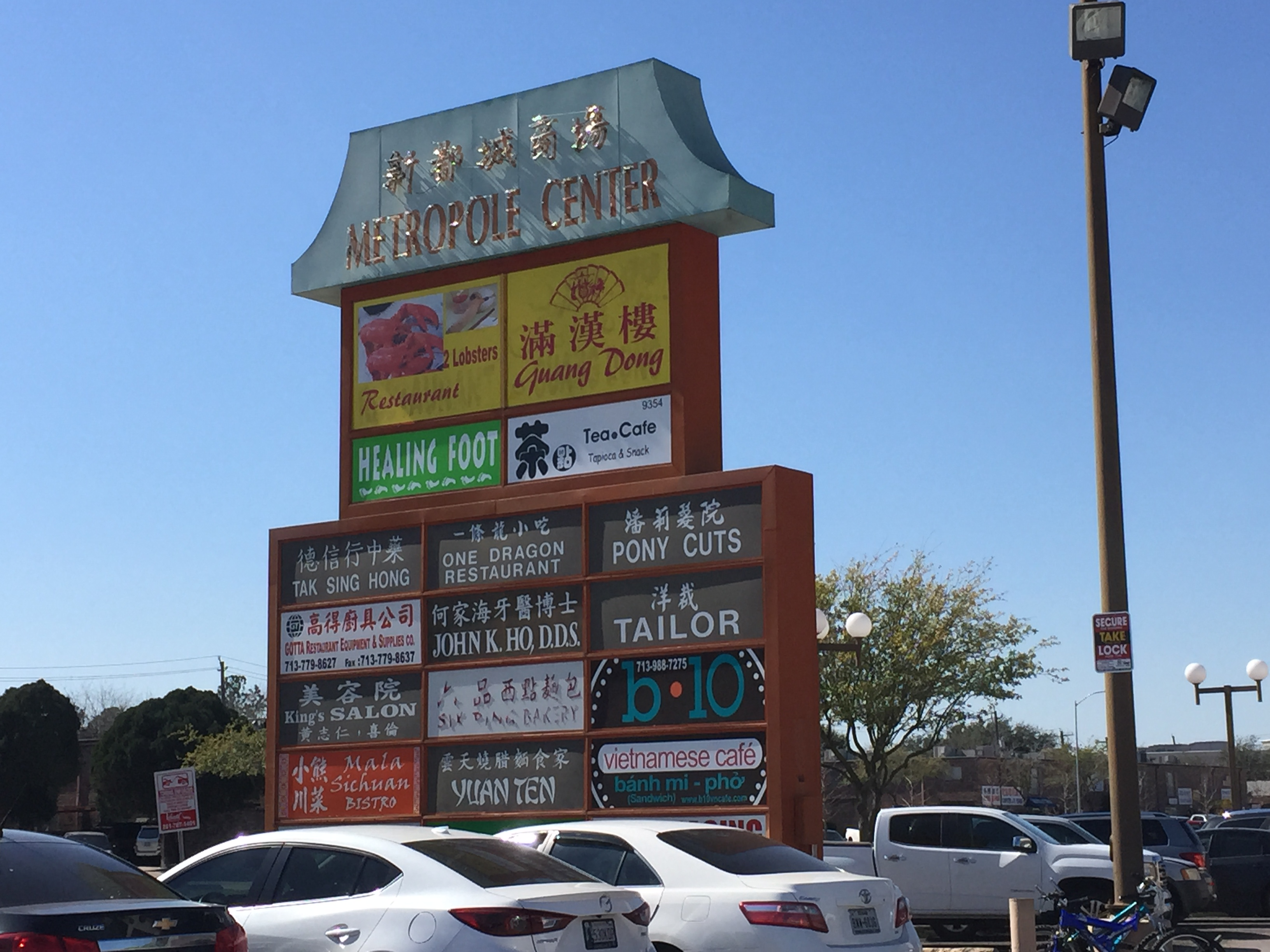
휴스턴 차이나타운

휴스턴은 그 많은 학문 연구소들과 강한 산업들 때문에 다양하고 국제적 도시이다. 부분적으로 이민자들의 텍사스주로 유입의 이유로 휴스턴은 국가에서 가장 미숙한 인구들 중에 있다.
도시에서 90개 이상의 언어가 쓰인다. 도시는 미국에서 3번째로 가장 큰 히스패닉과 3번째로 가장 큰 멕시코계 미국인 인구를 가지고 있다. 400,000명으로 측정된 불법 이민자들은 그레이터 휴스턴 지역에 거주하는 것으로 믿어졌다.
2006년 텍사스주에서 가장 크고, 미국에서 3번째로 가장 큰 베트남계 주민 인구를 포함하여 아시아에서 다른 곳에서 온 이민자들의 큰 인구는 물론 휴스턴은 미국에서 가장 큰 인도와 파키스탄 계통의 공동체들 중의 하나를 가지고 있다.
2000년 인구조사국에 의하면 거기에 1,953,631명의 주민들이 있고, 인구 밀도는 한 스퀘어 마일 (1,301.8/km2)에 3,371.7 명이었다.  도시의 인종 구성은 49.27% 백인, 25.31% 아프리카계 미국인, 5.31% 아시아인, 0.44% 아메리카 인디언, 0.06% 태평양 도서민, 다른 인종으로부터 16.46%, 그리고 2개 혹은 이상의 인종들로부터 3.15%였다.  비히스패닉 백인들이 30.8%를 차지한 동안 아무 인종의 히스패닉 계통의 주민들은 인구의 37%로 밝혀졌다.
도시에서 비폭력 범죄가 2004년에 비교하여 2005년 2%로 떨어진 동안 살인죄의 수는 23.5%에 의하여 올라갔다. 2005년 이래 휴스턴은 허리케인 카트리나에 이어 뉴올리언스로부터 주민들의 유입 때문에 범죄에서 급증을 경험하였다. 카트리나 후에, 휴스턴의 살인률은 2004년에 비교하여 2005년 11월과 12월 70%로 증가하였다.

## 교육

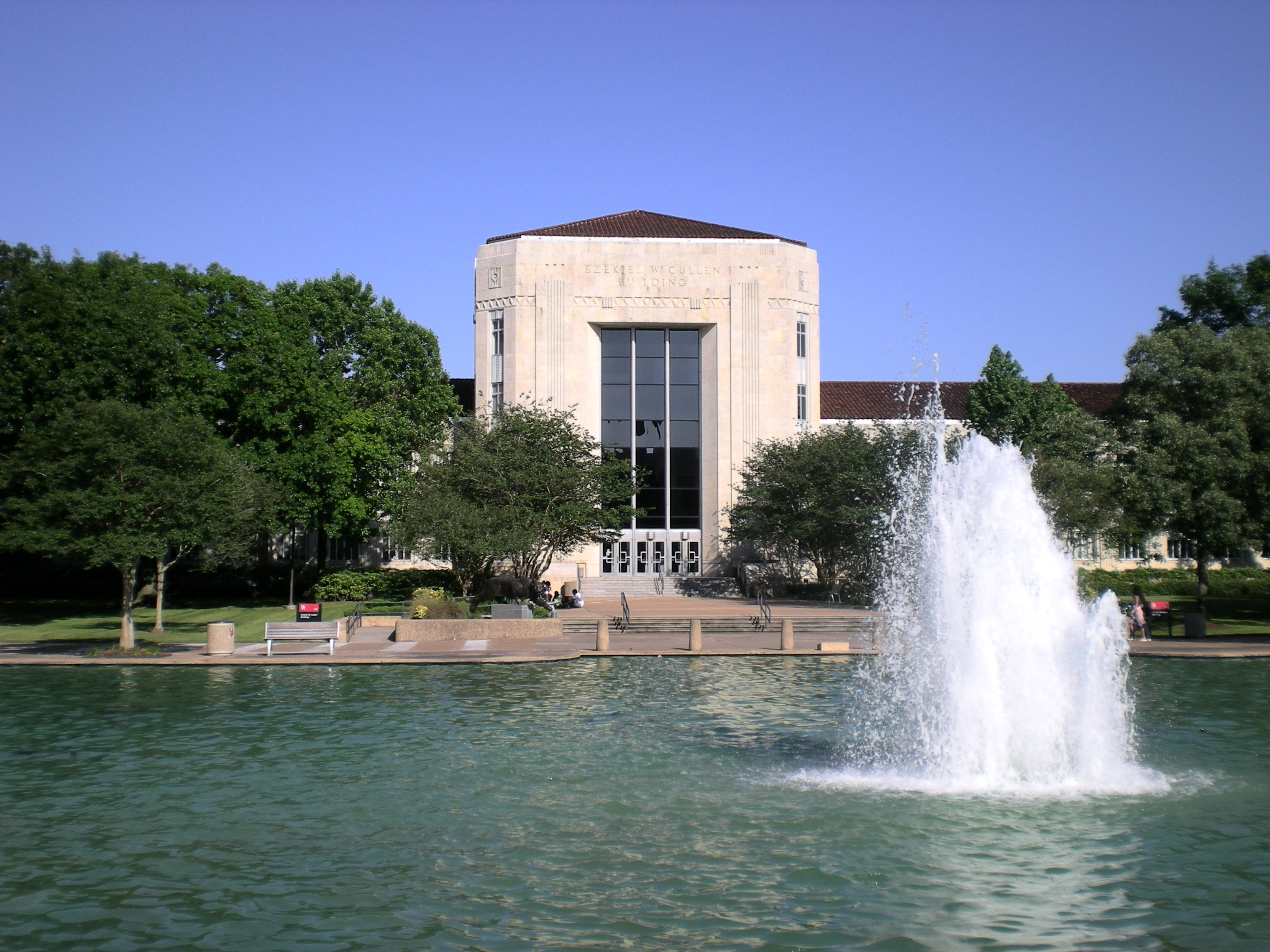
휴스턴 대학교

휴스턴에 연구와 개발에 종사된 4개의 공립과 3개의 사립 대학들이 있다.  휴스턴 대학교는 40개 이상의 연구소와 기관들과 함께 텍사스주의 3번째로 가장 큰 공립 연구 대학이다.  130개국에서 온 36,000명 이상의 학생들과 함께 민족적으로 더욱 다양한 캠퍼스들 중의 하나가 되었다.
도시는 또한 US 뉴스 & 월드 리포트에 의하여 국가의 17번째로 최고 전체 대학으로 순위에 들고 미국에서 지도적인 연구와 강의 대학들 중의 하나인 라이스 대학교에 본거지이다.  도시에서 고등 지식의 다른 공립 기관들은 휴스턴 대학교 클리어 레이크, 휴스턴 대학교 다운타운과 텍사스 서던 대학교를 포함한다.  몇몇의 사립 기관들은 2008년 US 뉴스 & 월드 리포트에 의하여 "미국의 최고 칼리지"들 중의 하나로 순위에 들었던 세인트토머스 대학교와 휴스턴 침례교 대학교를 포함한다.  휴스턴 커뮤니티 칼리지 시스템은 휴스턴의 대부분을 시중들고, 미국에서 4번째로 가장 큰 커뮤니티 칼리지 시스템이다.
도시를 시중드는 17개의 학교 지구들이 있다.  휴스턴 독립 학교 구역 (HISD)은 미국에서 7번째로 가장 크다.  HISD는 보건 직업, 시각과 공연 예술과 과학 같은 분야들에서 전문적인 마그넷 혹은 선구자 학교들을 시중드는 112개의 캠퍼스를 가지고 있다.  또한 학교 지구들로부터 따로 운영되는 많은 차터 스쿨들이 있다.  추가로 어떤 공립 학교 지구들도 또한 자신들 소유의 차터 스쿨들을 가지고 있다.
휴스턴 지역은 300개 이상의 사립 학교들의 본거지이다.  휴스턴 지역 독립 학교 혹은 HAIS는 세속적 관점은 물론 다른 다양한 종교로부터 교육을 제공한다.  휴스턴 지역 가톨릭 학교들은 갤버스턴-휴스턴의 대주교 관구에 의하여 운영되었다.

## 문화

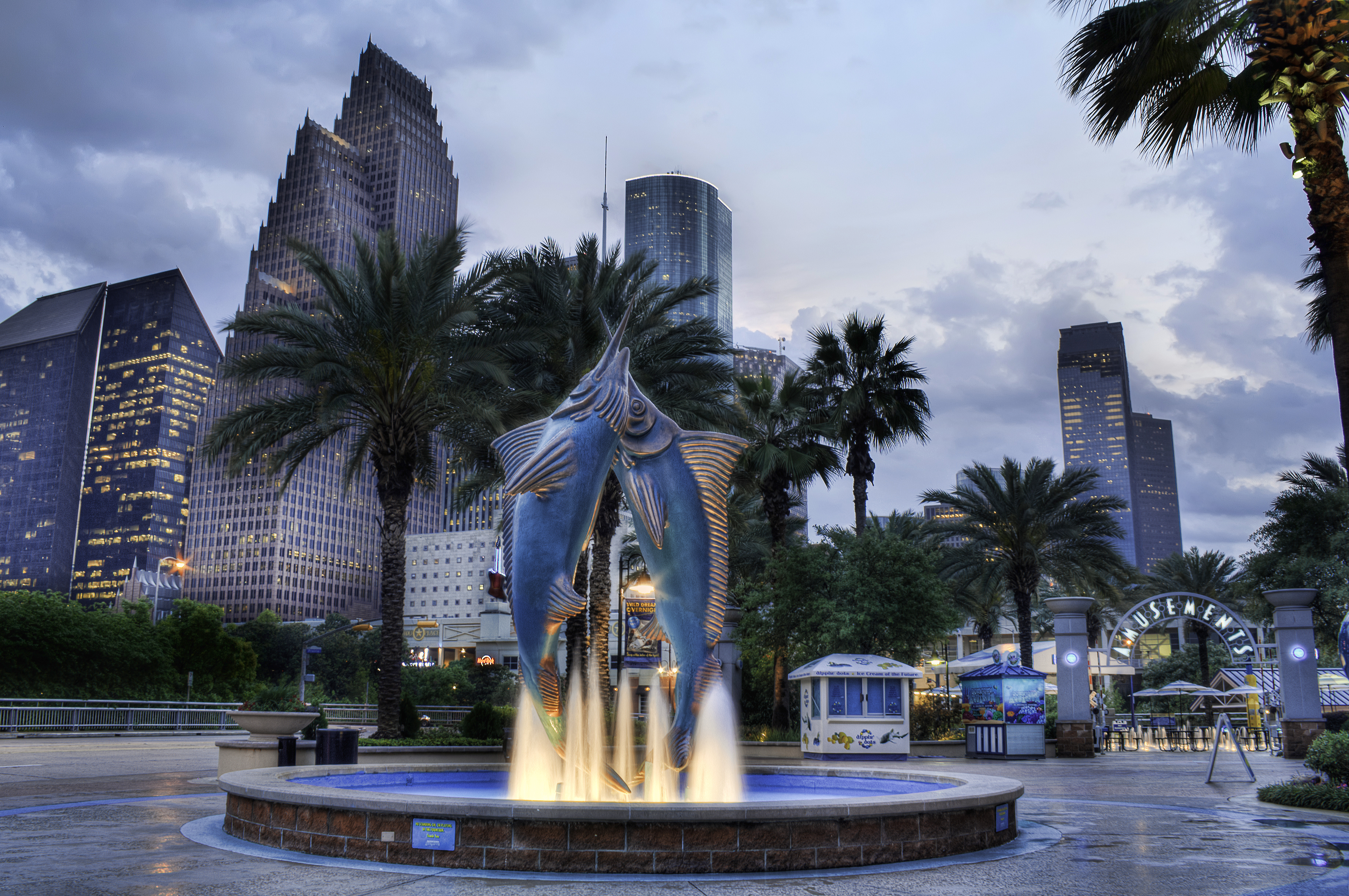
다운타운 수족관의 분수

휴스턴은 활동적 시각과 공연 예술들의 장면을 가졌다.  극장 지구는 다운타운에 위치하여 9개의 주요 공연 예술 조직과 6개의 상연 회관들에 본거지이다.  휴스턴은 전체의 주요 공연 예술 분야들 - 오페라 (휴스턴 그랜드 오페라), 발레 (휴스턴 발레단), 음악 (휴스턴 심포니 오케스트라)와 연극 (앨리 극장)에서 영국적, 전문적, 주민 회사들과 함께 한 몇몇의 미국 도시들 중의 하나이다.  휴스턴은 또한 많은 지방 전통 예술가, 예술 단체들과 다양한 작은 진보적 예술 조직들에 본거지이다.
휴스턴은 미국에서 톱 5 예술 축제들 중의 하나로 숙고된 10월 바유 예술 축제를 개최한다.
박물관 지구는 한해에 7백만 명 이상의 방문객들을 끌어들이는 많은 인기있는 문화 기관과 전시회들을 가지고 있다.  지구에서 위치한 두드러진 시설들은 미술 박물관, 휴스턴 자연 과학 박물관, 휴스턴 현대 미술 박물관, 휴스턴 홀로코스트 박물관과 휴스턴 동물원을 포함한다.
리버오크스에 위치한 바유 벤드는 미국에서 장식 미술, 유화와 가구의 최고 수집들 중의 하나를 유숙하는 미술 박물관의 14 에이커 (5.7 헥타르) 시설이다.
많은 해마다 이벤트들은 휴스턴의 다양한 문화들을 축제벌인다.  가장 크고 길게 유동하는 것은 휴스턴 가축 쇼와 로디오로 2월 후순부터 3월 초순까지 20일간 개최된다.  또다른 큰 축제는 해마다 밤 휴스턴 프라이드 행렬로 6월의 말기에 개최된다.  또다른 해마다 이벤트들은 휴스턴 그리스인 축제, 예술 자동차 행렬, 휴스턴 자동차 쇼, 휴스턴 국제 축제와 웨스트하이머 블록 파티를 포함한다.

### 관광과 휴양
우주 센터 휴스턴은 미국항공우주국 (NASA)의 존슨 우주 센터의 공식 방문객 센터로 한 사람이 NASA의 유인 우주 비행 프로그램의 역사에 관하여 제출, 월석과 셔틀 장치를 포함한 많은 상호 작용 출품들을 찾을 수 있다.
휴스턴은 휴스턴 동물원과 휴스턴 자연 과학 박물관을 유숙하는 허먼 공원을 포함하여 337개의 공원들이 있다.  박물관 지구는 18개의 박물관들을 나타낸다.  10개의 가장 인구가 많은 미국의 도시들 중에 휴스턴은 공원과 녹색 공간의 가장 많은 총 지역 - 56,405 에이커 (228km2)를 가지고 있다.  도시는 또한 200개 이상의 추가적 녹색 공간들 - 휴스턴 수목원과 자연 센터를 포함한 도시에 의하여 경영된 총 19,600 에이커 (79km2) 이상을 가지고 있다.  휴스턴 도심은 국가에서 가장 큰 집회소들 중의 하나인 조지 R. 브라운 컨벤션 센터와 휴스턴 심포니 오케스트라와 공연 예술 사회의 본거지 공연 예술을 위한 제시 H. 존스 홀에 의하여 대체되었다.  샘 휴스턴 콜리시엄과 뮤직 홀은 공연 예술을 위한 호비 센터에 의하여 대체되었다.

### 스포츠

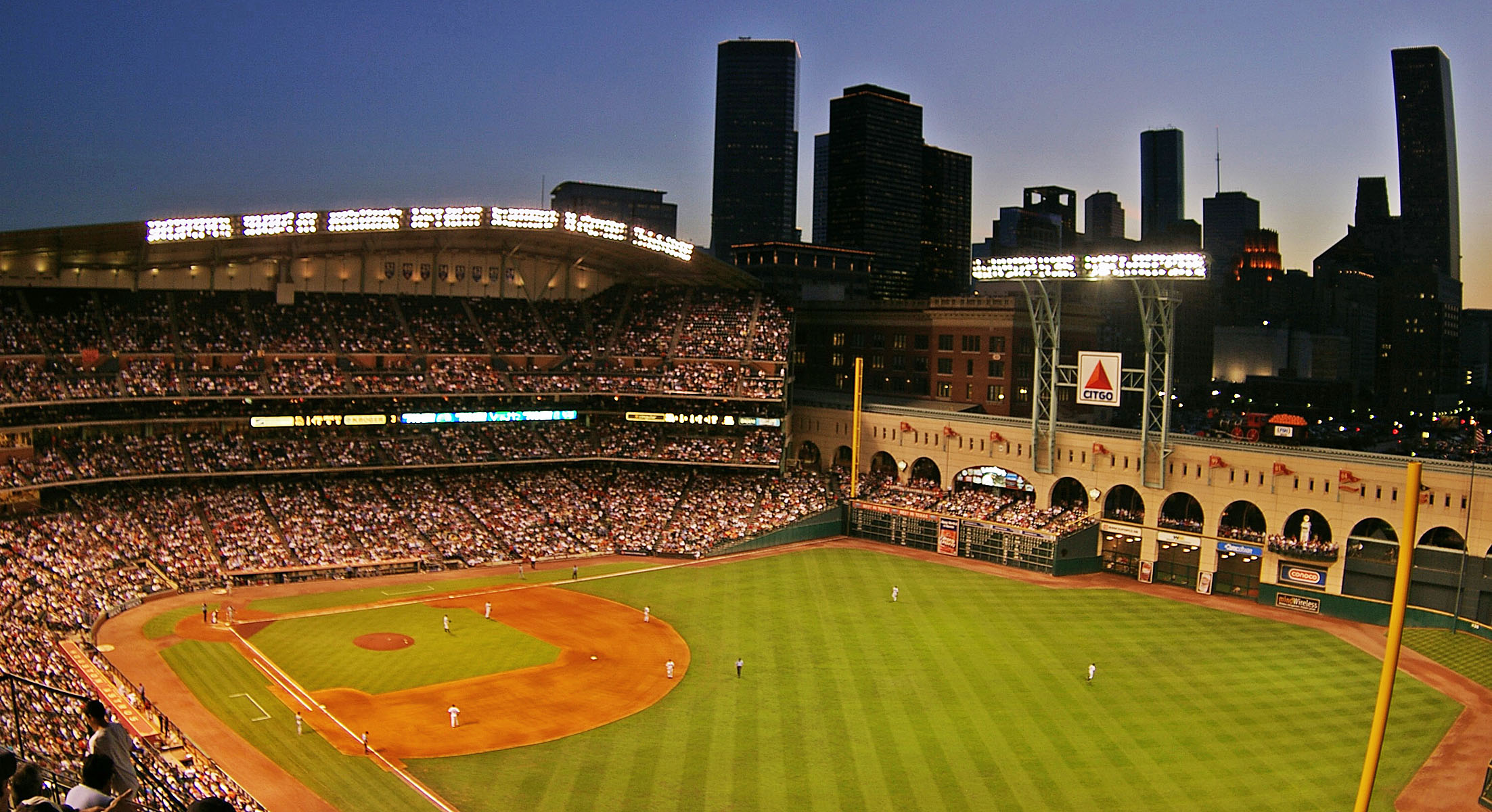
미닛메이드 파크. 2000년부터 휴스턴 애스트로스의 홈구장으로 쓰였다.

휴스턴은 거의 모든 주요 프로 스포츠를 위한 팀들을 가지고 있다.  휴스턴 애스트로스 (MLB), 휴스턴 텍선스 (NFL), 휴스턴 로키츠 (NBA), 휴스턴 다이너모 (MLS), 휴스턴 코메츠 (WNBA), 휴스턴 에어로스 (AHL), 휴스턴 랭글러스 (WTT), 휴스턴 테이커스 (ABA), 휴스턴 에너지 (IWFL), H-타운 텍사스 사이클론스 (NWFA)는 전부 휴스턴을 고향으로 부른다.

## 미래를 바라보며
휴스턴은 과도의 오존층이 있으면서 미국에서 가장 오염된 오존층 도시들 중에 들어와있다.  지면층의 오존 혹은 스모그는 2006년 미국 인공 호흡 협회가 미국에서 메트로폴리탄 지역의 오존층을 6번째 최악으로 평가하면서 함께 휴스턴의 우세한 공해 문제이다.
아직도 도시는 더욱 "푸르게" 하는 데 노력들을 만들고 있다.  그 것은 국가에서 회복할 수 있는 에너지의 가장 큰 자치적 매입자로 풍력의 3억 5천만 kWh 이상을 매입한다.  2008년 도시는 혼합 덤프 트럭을 포함하여 500대 이상의 혼합 차량들을 가졌다.
휴스턴은 상점, 레스토랑과 편의점들을 담고 있는 다운타운에 있는 건물들을 이으는 터널과 고가 통로들의 7 마일 (11km) 시스템을 가지고 있다.  이 시스템은 한 건물에서 다른 건물로 걸어가는 동안 보행자들이 강한 여름의 열과 소나기를 피할 수 있도록 한다.
도시 인구의 퍼센티지는 모든 인종의 히스패닉이 1990년과 2000년 사이에 26 퍼센트에서 37 퍼센트로 증가한 것이나 학교 나이 어린이들의 퍼센티지는 보육 학교 혹은 유치원에 있는 어린이들의 30 퍼센트와 1 ~ 12 등급에 있는 어린이들의 44 퍼센트로 더욱 더 극적으로 올라갔다.  이 자라나는 어린이 인구는 다가오는 세월들에 도시의 필요성과 정책들에 영향을 미칠 것 같다.

## 같이 보기
- 휴스턴 커뮤니티 칼리지 시스템 (Houston Community College)
- 스프링브랜치 (코리아타운) 스프링브랜치 롱포인트 부근에 한인 비즈니스가 모여 있지만, 최근에는 휴스턴 서쪽의 케이티(Katy)지역에도 한인들이 많이 거주하고 있다.